# Sofie Claerhout
Sofie Claerhout (Ieper, 1993) is een Vlaams forensisch geneticus. Ze is de eerste doctor in de forensische genetica in België en wordt internationaal als expert gezien op het vlak van forensisch genetica.

## Biografie
Claerhout promoveerde tot doctor in 2020 met een PhD over identificatie van personen via het Y-chromosoom.  Ze verfijnde de techniek en noemde die "CSY" als verwijzing naar CSI. Sinds 2020 is ze actief aan de Katholieke Universiteit Leuven als postdoc.

## Erkentelijkheden
- 2019 - Hoofdprijs wereldcongres Forensische Genetica (IFSG)[5]
- 2021 - Winnaar PhD Cup
- 2021 - Krak van Kortrijk
- 2021 - Winnaar EOS Publieksprijs
- 2022 - Jaarprijs Wetenschapscommunicatie van de Koninklijke Vlaamse Academie van België voor Wetenschappen en Kunsten (KVAB)
- 2023 - Finalist New Scientist Wetenschapstalent[6]

## Publicaties
Naast meerdere wetenschappelijke publicaties schreef ze ook een boek. Dader Onbekend verscheen in 2022 bij Uitgeverij Lannoo.